# Michael Funken (Politiker)
Michael Funken (* 25. Dezember 1922 in Mönchengladbach; † 23. Februar 2006) war ein deutscher Politiker und Landtagsabgeordneter (CDU).

## Leben und Beruf
Nach dem Besuch der Volksschule bildete sich Funken an der Eisenbahn-Fachschule, einer Textilingenieur-Schule und durch ein Betriebswirtschaftliches Fernstudium weiter. Außerdem absolvierte er eine Textillehre. Nach dem Reichsarbeitsdienst und dem Kriegsdienst arbeitete Funken im Telegrafenunterhaltungsdienst bei der Bundesbahn und als Textilwerkmeister. Bei einem gemeinnützigen Wohnungsunternehmen war er als Geschäftsführer tätig.
Mitglied der CDU wurde Funken 1947. Er war in zahlreichen Gremien der Partei vertreten.

## Abgeordneter
Vom 26. Juli 1970 bis 27. Mai 1975 war Funken Mitglied des Landtags des Landes Nordrhein-Westfalen. Er wurde im Wahlkreis 033 Mönchengladbach I direkt gewählt. Mitglied des Stadtrates der Stadt Mönchengladbach war er ab 1954.